# Llanwenarth House
Koordinaten: 51° 49′ 10″ N, 3° 4′ 36″ W

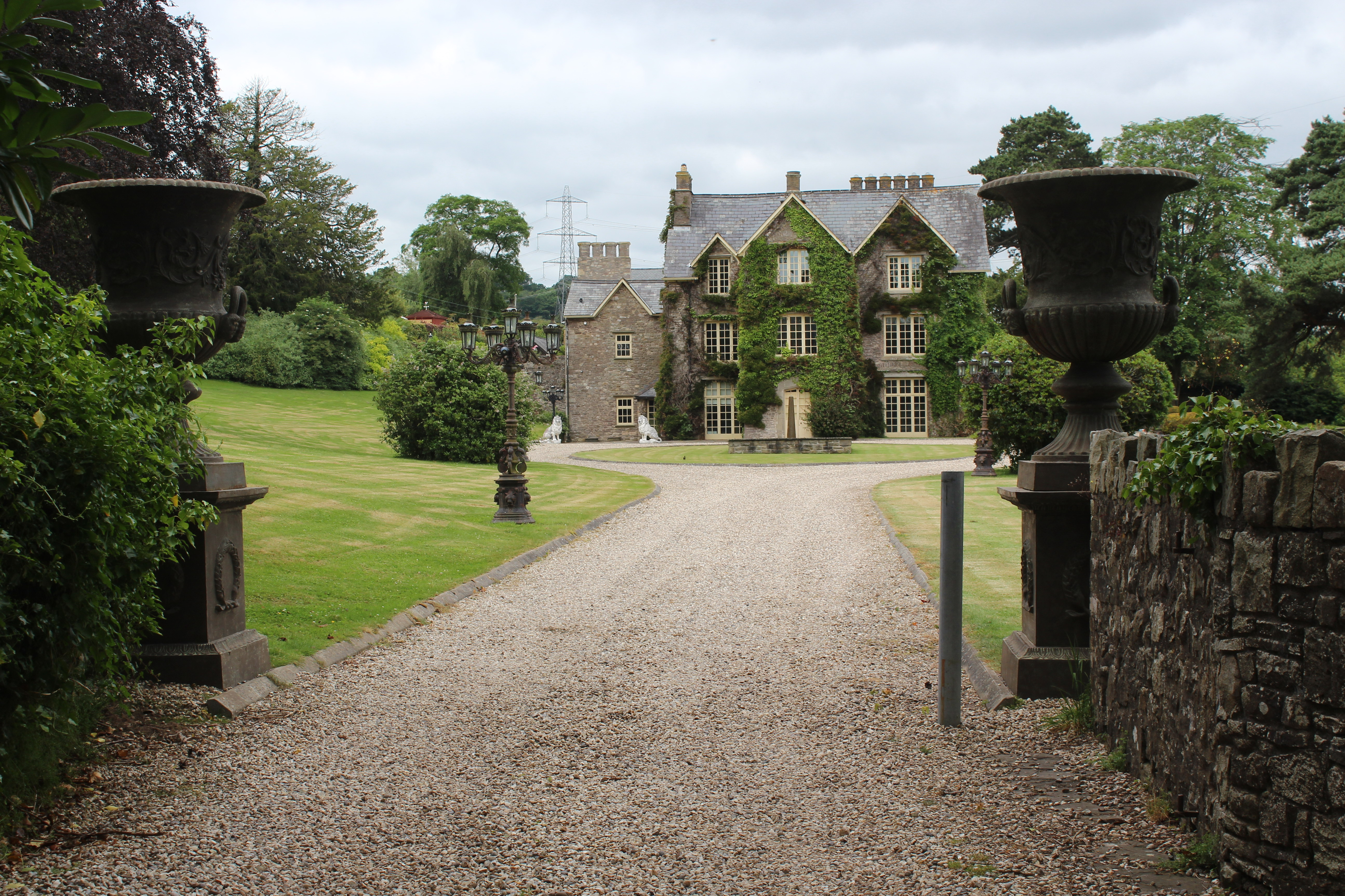
Das Llanwenarth House im Jahr 2019

Llanweanrth House ist ein kleines Landhaus an der Landstraße B4246 westlich von Govilon und Llanfoist, direkt südlich von Abergavenny im Tal des River Usk von Monmouthshire in Wales. Es wurde Ende des 16. Jahrhunderts erbaut, obwohl das Esszimmer und ein Teil der Möblierung aus georgianischer Zeit stammen.

## Geschichte
Das genaue Baujahr des Gebäudes ist nicht mehr bekannt, es gibt jedoch Grundbucheinträge aus dem Jahr 1602, die das Haus erwähnen. Im 17. und 18. Jahrhundert war das Gebäude von der Familie Morgan bewohnt. Dassie Morgan erwähnte das Haus in ihrem Vermächtnis, das auf dem 7. Oktober 1620 datiert ist und auch die Reparatur der sich damals in der Nähe befindlichen Llanweanrth Bridge verlangte. Über viele Jahre hinweg war das Gebäude als Ty-mawr bekannt, was „das große Haus“ bedeutet. Ende des 18. Jahrhunderts wohnte in dem Haus Joshua Morgan, ein Mann, der die Funktion des Sheriffs von Monmouthshire ausübte. Ein Abkömmling der Morgans, James Humfrey, der am Trinity College studierte, war eine Zeit lang im 19. Jahrhundert Besitzer des Hauses.

## Architektur
Das Haus steht seit dem 1. September 1956 auf der Statutory List of Buildings of Special Architectural or Historic Interest und ist im Grade II* eingestuft. Das Hotel ist drei Stockwerke hoch und umfasst drei Joche mit jeweils einem Erkerfenster auf jedem Stockwerk. Ein Anbau befindet sich von der Hauptstraße aus gesehen auf der linken Seite des Hauses, das für den offenen georgianischen Kamin bekannt ist. The Good Hotel Guide describes the decor of the house as being „delightfully eccentric“. Im Jahr 2002 umfasste das Bauwerk fünf Doppel-Gästezimmer, eines davon im Erdgeschoss; 1988 gab es nur vier Gästezimmer.

## Belege
1. 1 2 3 4  Caroline Raphael, Desmond Balmer: The Good Hotel Guide 2002. Ebury Press London, 2001, S. 400 (englisch).
2. 1 2 3  Thomas Nicholas: Annals and Antiquities of the Counties and County Families of Wales. Genealogical Publishing Com, 1991, ISBN 978-0-8063-1314-6, S. 778 (google.de [abgerufen am 26. April 2011]).
3. 1 2  Joseph Alfred Bradney: History of Monmouthshire from the Coming of the Normans Into Wales Down to the Present Time. Academy Books, 1992, ISBN 978-1-873361-13-9 (google.de).
4. ↑  Monthly magazine and British register. Printed for R. Phillips, 1798, S. 233 (google.de [abgerufen am 26. April 2011]).
5. ↑  Llanwenarth House. British Listed Buildings, abgerufen am 27. April 2011 (englisch).
6. ↑  Tamara Grosvenor: Britain & Ireland. Interlink Books, 2004, ISBN 978-1-56656-536-3, S. 138 (google.de [abgerufen am 27. April 2011]).
7. ↑  Remar Sutton: Body worry. Penguin, 1988, ISBN 978-0-14-009744-3 (google.de [abgerufen am 27. März 2011]).